# ソルジャー・ストーリー
『ソルジャー・ストーリー』（A Soldier's Story）は、1984年のアメリカ合衆国のドラマ映画。
チャールズ・フラーの同名の舞台劇をもとに、フラー自身が映画脚本を手がけ、『夜の大捜査線』『屋根の上のバイオリン弾き』でアカデミー監督賞にノミネートされたノーマン・ジュイソンが監督した。ハービー・ハンコックが音楽を担当。

## ストーリー
第二次世界大戦も終わりに近づいた1944年、アメリカ、ルイジアナ州の陸軍基地で、黒人部隊の鬼軍曹が45口径の軍用拳銃で射殺されるという事件が発生し、それを捜査するためにワシントンから黒人のエリート軍人が派遣されてきた。その捜査が進んでいく中で、軍隊内部の人種差別問題の実態が浮き彫りになってゆく。

## キャスト
- ダヴェンポート大尉 - ハワード・E・ロリンズ・ジュニア（英語版）： 黒人エリート将校。
- ウォーターズ軍曹 - アドルフ・シーザー： 野球チームの監督。部下に憎まれている。
- ウィルキー二等兵 - アート・エヴァンス： 元曹長。ウォーターズに降等された。
- エリス伍長 - ロバート・タウンゼント（英語版）： ダヴェンポートの運転手。
- ピーターソン上等兵 - デンゼル・ワシントン： 南部出身。ウォーターズと対立。
- ビッグ・メアリー - パティ・ラベル： 黒人クラブ歌手。

## アカデミー賞ノミネート
第57回アカデミー賞
| ノミネート |                                                                      |
| 作品賞     | ノーマン・ジュイソン ロナルド・L・シュワリー パトリック・J・パーマー |
| 助演男優賞 | アドルフ・シーザー                                                   |
| 脚色賞     | チャールズ・フラー                                                   |